# Phyllida Ashley
Phyllida Ashley Everingham (* 1894 in San Francisco, Kalifornien; † 1975) war eine US-amerikanische Pianistin.

## Leben
Ashley, deren Mutter und Großmutter bereits Pianistinnen gewesen waren, hatte den ersten Unterricht bei ihrer Mutter und spielte als Fünfjährige für Ignacy Jan Paderewski. Sie studierte bei Fanny Bloomfield-Zeisler und in New York bei Paderewskis Schüler Sigismond Stojowski, der sie außerordentlich hoch schätzte. Sie arbeitete dann als Stummfilmmusikerin und Kirchenorganistin und debütierte als Konzertpianistin in der Aeolian Hall.
Nach dem Ersten Weltkrieg ließ sie sich mit ihrem Mann, dem Chirurgen Sumner Everingham, wieder in San Francisco nieder. Hier trat sie zweimal in der Woche in einer Rundfunkserie auf und unternahm Konzertreisen entlang der Westküste. Ihre Tochter Anna Everingham Adams wurde als Harfenistin bekannt.